# 羅氏序列

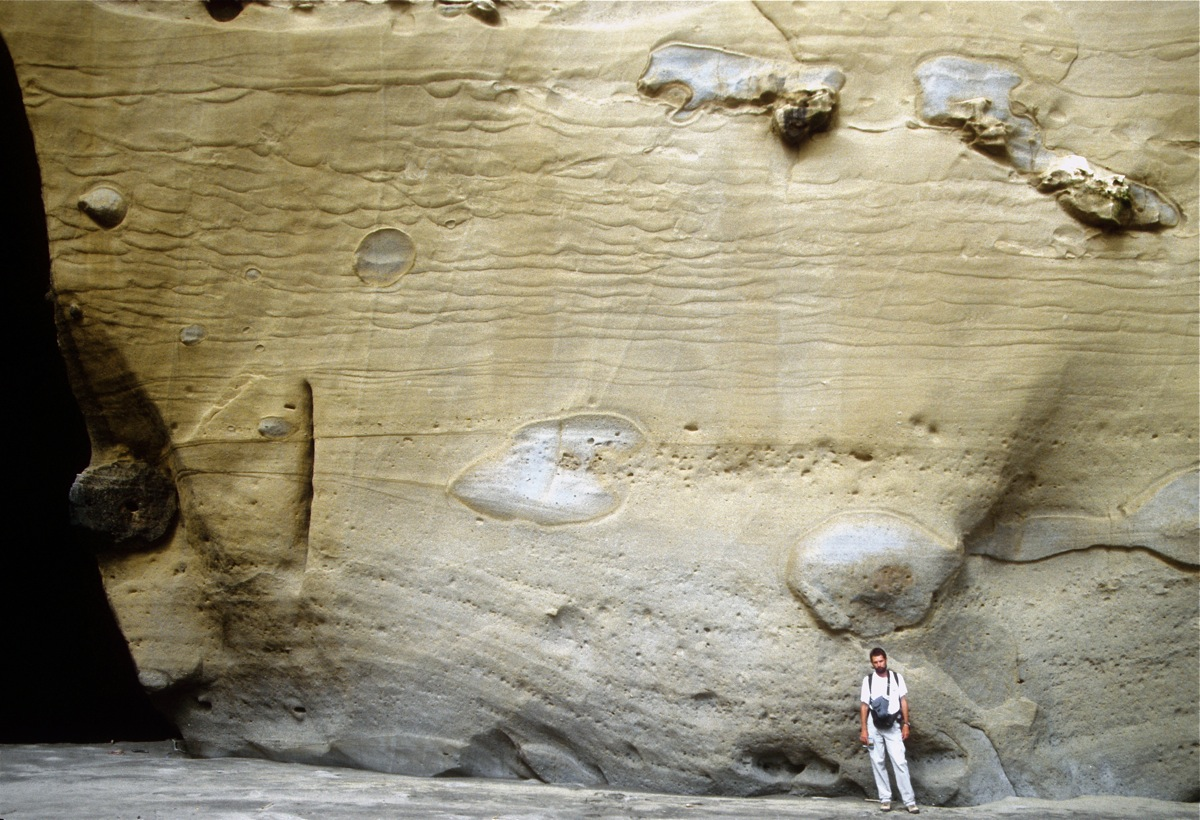
Layers S1-S3 in a high-density turbidite exposed near Talara, Peru.

羅氏序列（英語：Lowe sequence）是指由高密度濁流沉積的一組沉積結構。 它旨在補充更為人所知的鮑馬序列, 該序列是由低密度濁流沉積的結構。

## 描述
如同鮑馬序列，羅氏序列也用代號，由下往上分S1、S2、S3三層，每一層都有一組特定的沉積結構和岩性。而且顆粒從下到上變得更細.
這些層描述如下:
- S3：為具有塊狀或粒级层理的砂岩，代表顆粒由湍流而懸浮的沉積物。有時會出現碟形和脫水管結構。該層與Bouma A層基本相同。

- S2：為具有反向粒级层理的砂岩，代表顆粒由牽引力移動，懸浮力來自顆粒之間相互碰撞。

- S1：位底部的砂礫岩，具平行層理或交叉層理，表明數牽引沉積物，顆粒、卵石和大型碎屑的移動，均依靠滾動和滑動。

鮑馬序列中的A到E層，在羅氏序列分別由Ta到Te代表。

## 過程
高密度濁流中的顆粒、卵石和大碎屑最初是通過牽引（滾動和滑動）而移動，導致產生粗粒砂岩到礫岩、具有平行層理到交叉層理的S1層。隨著顆粒沉降並靠得更近，顆粒間的碰撞開始產生分散壓力，這就有助於顆粒的懸浮。同時小的顆粒能在大顆粒之間移動並優先開始沉澱沉。因此造成反向粒级层理，被稱爲為牽引地毯，因為它被認為是一個單獨的單元移動。在某些時候，當顆粒之間更近，碰撞不能再保持顆粒的懸浮，這時整個層凍結形成一個 S2 層。重複此過程可以以形成其他的的牽引地毯。 
當顆粒靠得更近並沉降時，它們之間的水會被擠向上方到水流中，變成了湍流，這就有助於在牽引地毯上方的顆粒保持懸浮狀態。當流動的能量下降到不再足以維持湍流的程度時，整個流動就會凍結，而形成塊狀或具有粒级层理的S3層。隨後因受殘餘流的影響，最上層顆粒能被改造形成細層理，類似於Bouma B層的疊層。當水流停止時，懸浮中的顆粒就沉澱，形成塊狀泥岩（Bouma E）直接蓋在疊層之上。或者，如果在這個改造階段有新的沉積物進入，或者沉積物被充分地重新遷移和運輸，在 S3層的頂部會形成一個完整的Bouma序列。

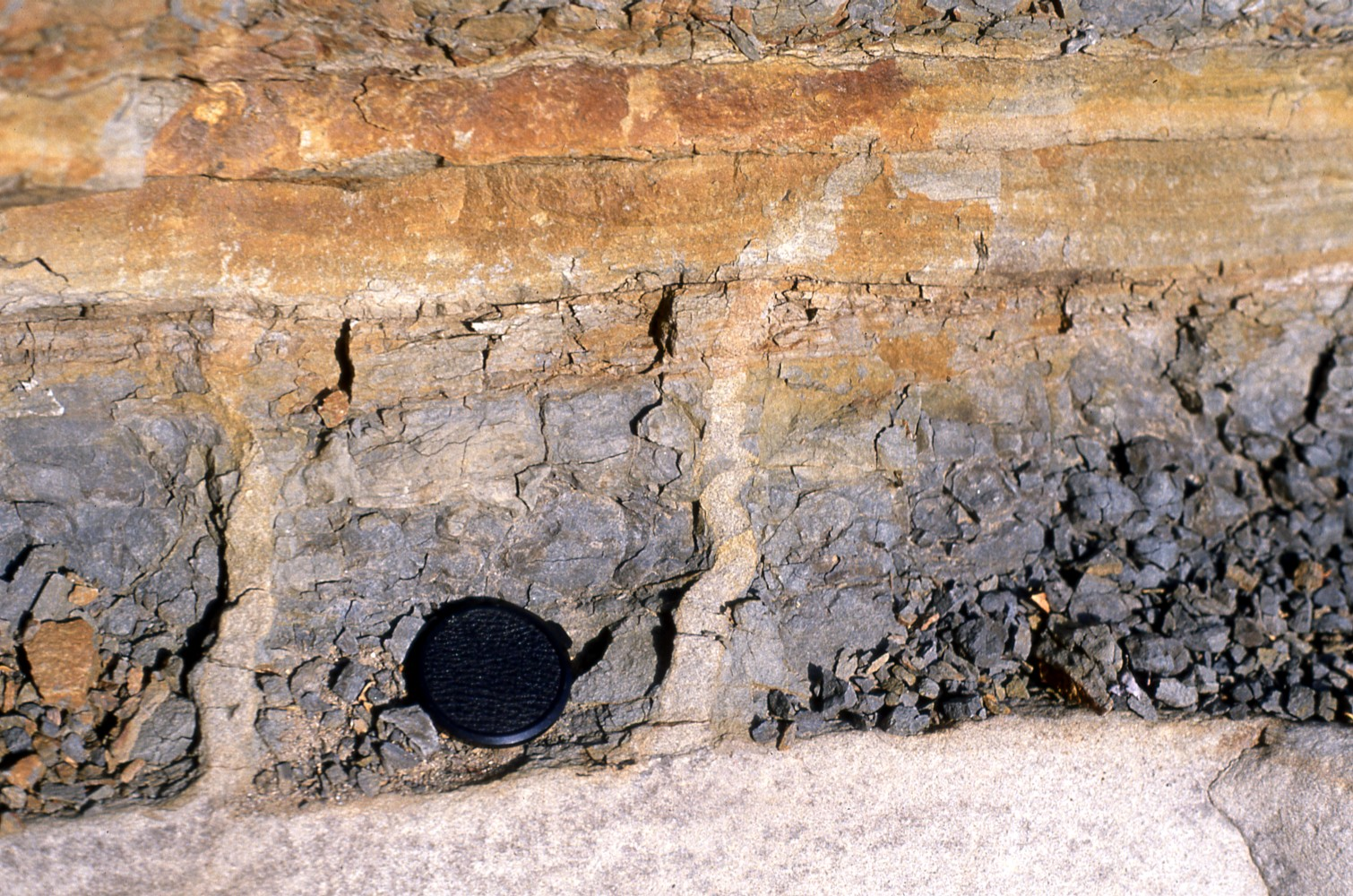
高密度濁積岩的Lowe S3層上方的排水管。Cozy Dell地層，加利福尼亞
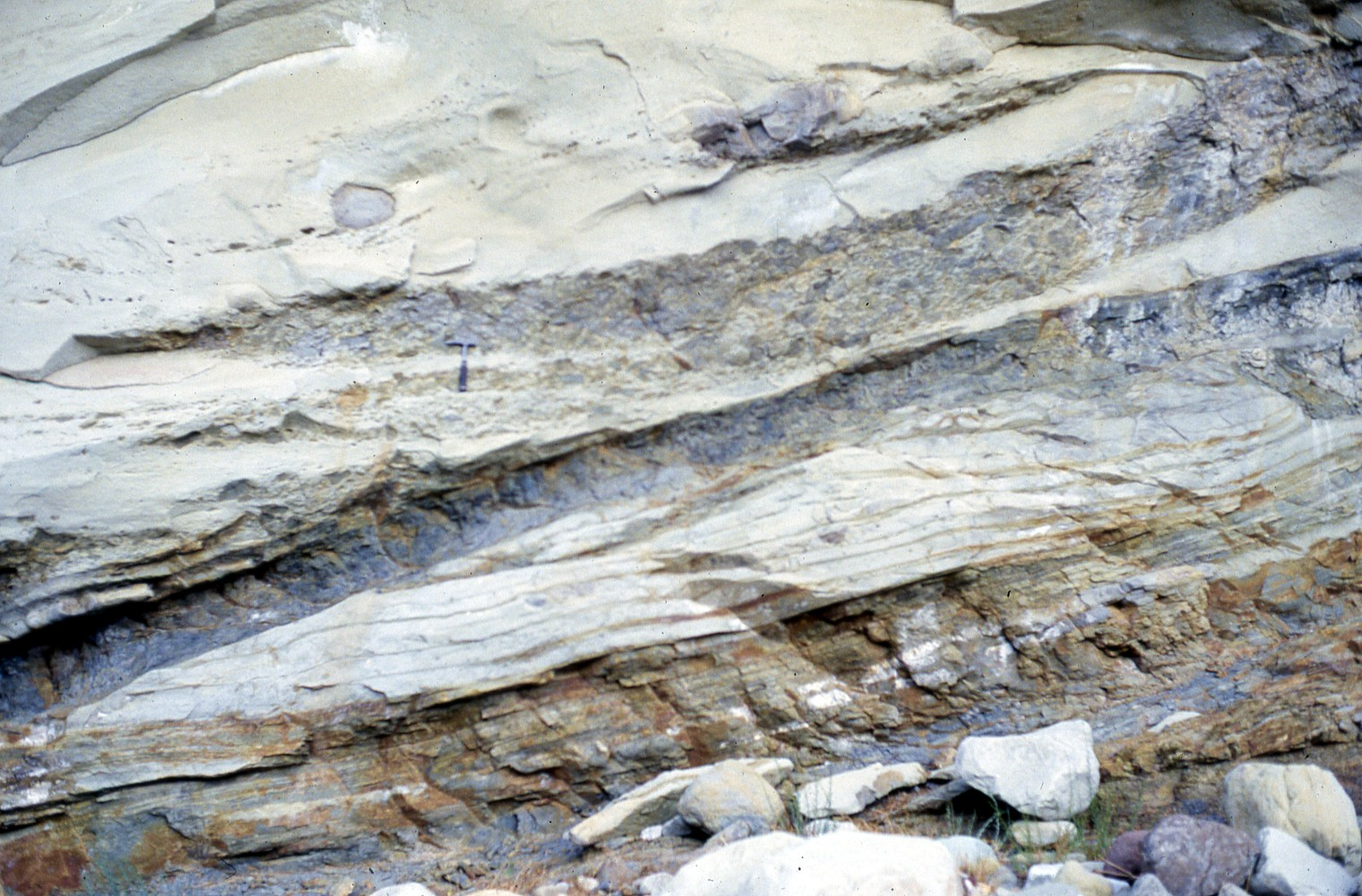
高密度濁積岩Lowe S1層中的巨大頁岩碎屑Cozy Dell地層，加利福尼亞
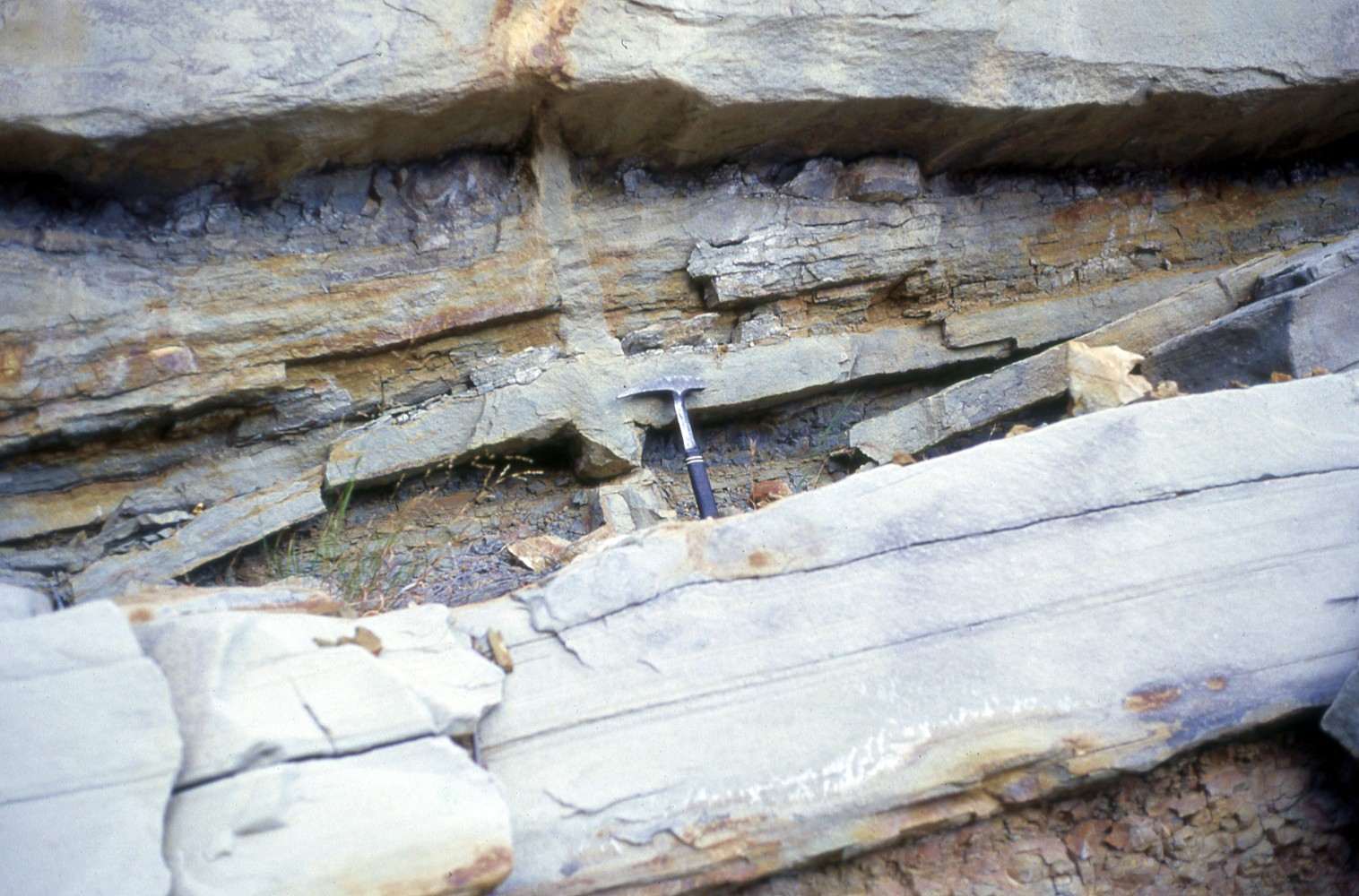
高密度濁積岩的脫水岩脈。Cozy Dell地層，加利福尼亞